# Eugeniusz Lokajski
Eugeniusz Zenon Lokajski (Varsóvia, 14 de dezembro de 1908 – Varsóvia, 25 de setembro de 1944) foi um atleta, ginasta e fotógrafo polonês. Foi um notável campeão em lançamento do dardos da Polônia e criador de mais de 1000 fotos que documentam a Revolta de Varsóvia, durante a Segunda Guerra Mundial.

## Biografia

### Origem
Eugeniusz Lokajski nasceu ao final de 1908 em Varsóvia. Em 1924 ele se juntou ao clube desportivo Warszawianka, onde começou a treinar em uma variedade de disciplinas, incluindo natação, corrida e futebol. Inicialmente, ele queria se juntar a seção lançamento do dardos, mas foi recusado pelo treinador. Em 1928, ele passou nos exames de Matura no liceu Rej Mikołaj foi servir o serviço obrigatório no exército polonês. Depois de se formar na reserva em Zambrów, Lokajski juntou-se ao Universidade de Educação Física Józef Piłsudski em Bielany, Varsóvia.

### Sucesso no Desporto
Em 1932, ele voltou ao KS Warszawianka e tornou-se um dos atletas mais notáveis do clube. Sucesso em Corrida de obstáculos, salto em distância, salto em altura e decatlo, foi finalmente admitido na seção de lançamento de dardos. Em 1934 ele se tornou campeão Polonês, em lançamento do dardos e na ginástica, o que ele conseguiu novamente no ano seguinte. Seu registro 1936 lançamento de dardos (73,27 metros, estabelecido durante um duelo com Walter Turczyk de Poznań) não foi batido até 17 anos mais tarde, muito tempo depois de sua morte. Na época, ele obtinha o melhor registro, em terceiro lugar no mundo. Em 1935, foi membro da equipe de polonesa para os Jogos Mundiais Estudantis em Budapeste e ganhou a medalha de prata por lançamento do dardos. Participou dos Jogos Olímpicos de Verão de 1936 em Berlim. No entanto, durante o treino, ele sofreu uma lesão do músculo escápula, o que fez seus resultados muito piores. Seu resultado (66,36 m) lhe deu apenas o sétimo lugar. Após as Olimpíadas descobriu-se que a lesão era séria e que terminaria a sua carreira desportiva. Em 1937, ele apareceu brevemente na equipe nacional polonesa e foi nomeado para a equipe polonesa dos Jogos Olímpicos de Verão de 1940, em Tóquio. Logo depois retirou-se da vida desportiva e teve que passar vários meses em vários hospitais. Além disso, uma doença na orelha resultou numa série de operações cirúrgicas, uma das quais resultou em Trepanação.

### Exército

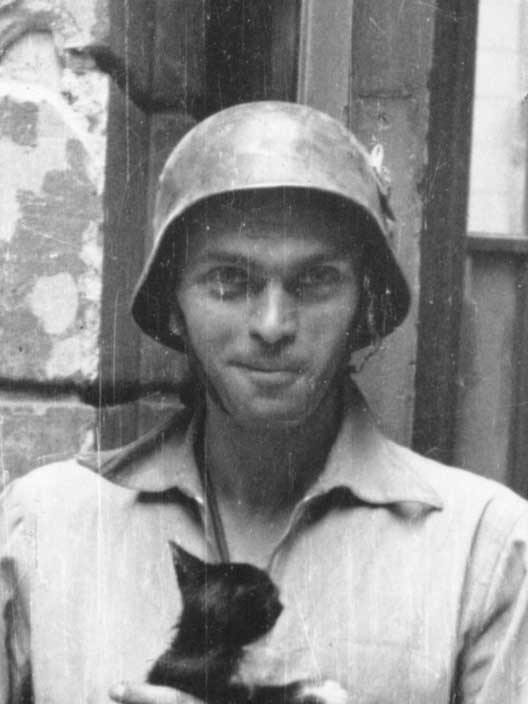
Retrato do tenente Brok.

Recrutado pelo exército polonês para Guerra Defensiva Polonêsa de 1939, Lokajski serviu como comandante de pelotão no 35º Regimento de Infantaria Polonesa. Após a Batalha de Brest ele foi levado como prisioneiro de guerra pelo soviéticos, mas conseguiu fugir para Varsóvia, o que provavelmente salvou o destino de outros oficiais poloneses, do Massacre de Katyn. Em Varsóvia, ele se reuniu com sua família e abriu uma loja fotográfica. Ao mesmo tempo, ele atuou como professor em uma das universidades que operam secretamente em Varsóvia (ver Educação da Polônia durante a Segunda Guerra Mundial). Depois que seu irmão, Józef Lokajski, foi morto pelos alemães, Eugênio assumiu suas funções na unidade Armia Krajowa, onde ele começou a servir como a pessoa responsável pelo transporte de armas e munições. Lá, ele serviu com distinção como "Tenente Brok" (nome de guerra).
Após a eclosão da Revolta de Varsóvia, ambos Lokajski e sua irmã entraram na "Koszta", a unidade de defesa pessoal defendendo os comandantes da área de Śródmieście. O comandante de sua unidade, Mich Stefan Kmita sabia do passado de Lokajski ante-guerra e decidiu usar seus talentos fotográficos fornecendo-lhe uma câmera, com a qual Eugeniusz Lokajski começou a documentar o destino da Revolta de Varsóvia. Ao longo dos 63 dias do levante, Lokajski fez mais mil imagens, cada uma de um valor inestimável para os historiadores. Após 30 de agosto, quando as forças polonesas estavam em falta de oficiais profissionais, Lokajski foi anexado ao 2 º Pelotão da Companhia Koszta, como seu comandante. Entre as escaramuças mais notáveis de sua unidade, uma delas foi a tentativa de juntar-se as forças que lutavam na Cidade Velha em Varsóvia com os combates no centro da cidade. Sua unidade foi a única a alcançar com sucesso a área especificada de operações, mas foi retirada devido ao fracasso de outras unidades para atingir seus objetivos.
Após a ação, a unidade Lokajski foi retirada de combate e tornou-se a reserva táctica da sede, usada para preencher as lacunas nas linhas polonesas. Entre as lutas mais sérias que participou, está a luta pela barreiras na rua Chmielna, bem como no Correio Central, na qual ele conseguiu retomar a construção perdida e capturar 18 prisioneiros de guerra alemães. Apesar de sua unidade ser dizimada ao cortar as ruínas sem suprimentos, comida e munição, Lokajski estendeu com seus homens até que uma força de socorro onde chegaram 48 horas depois. Até o fim do levante, em 25 de setembro de 1944, Lokajski foi anexado à sede da Armia Krajowa como fotógrafo. Sua tarefa principal foi preparar importantes documentos com fotos de soldados da AK como falsos alemães, o que lhes permitiria escapar cativeiro e continuar a luta.

### Morte
Na falta de material, Lokajski foi a uma loja de fotografia na rua Marszałkowska. Preso por uma barragem de artilharia, ele foi morto nas ruínas da casa. Em maio de 1945 seu corpo foi exumado dos escombros e enterrados no Cemitério Powązki, entre outros desportistas poloneses mortos na Segunda Guerra Mundial. Depois da guerra, uma coleção de fotos que documentam a revolta foi encontrada em Varsóvia, bem escondido em uma das casas em ruínas.

## Coleção
A coleção com suas 840 fotografias que documentam a Revolta juntamente com algumas tiradas por ele antes da guerra foi publicada em 4 de fevereiro de 2008, em um álbum de 500 páginas através do esforço conjunto de sua irmã Zofia Domańska no Museu da Revolta de Varsóvia.

## Galeria
Algumas imagens do arquivo de Lokajski:

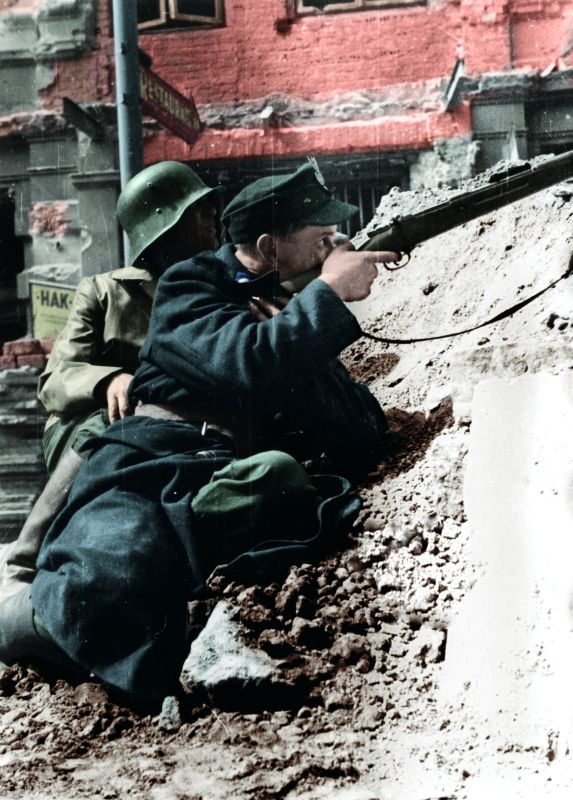
Os insurgentes do "Batalhão Kiliński" atirando de uma barricada do edifício PAST na rua Zielna.
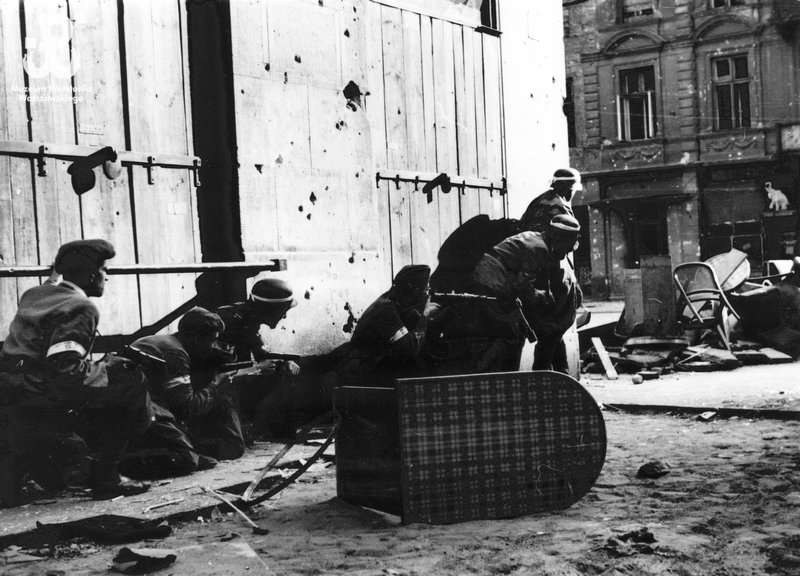
Soldados da Armia Krajowa preparados para um assalto.
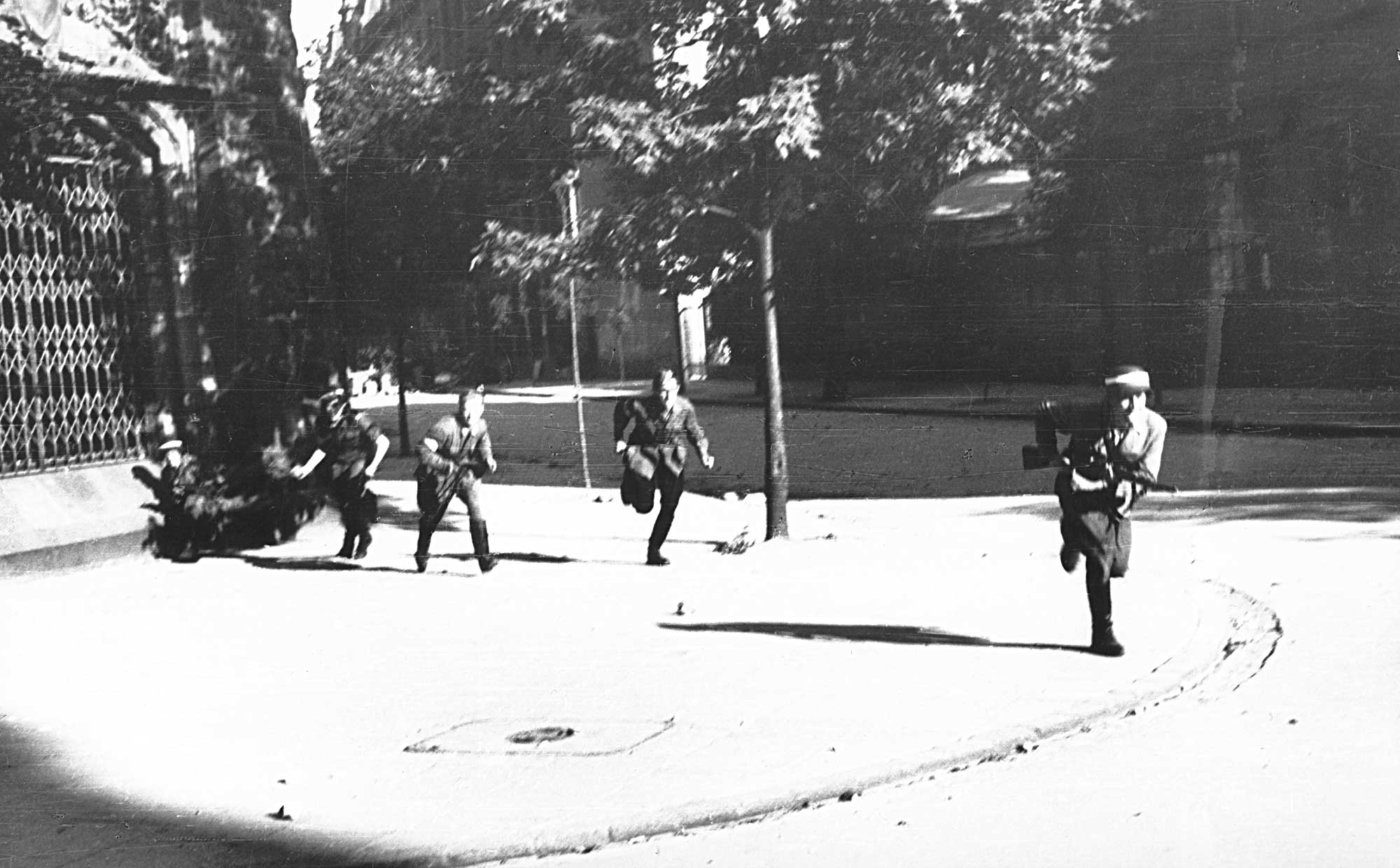
Ataque a "Esplanada" na esquina das ruas Sienkiewicz e Marszałkowska, por soldados da Compania "Koszta", em 3 de agosto de 1944.
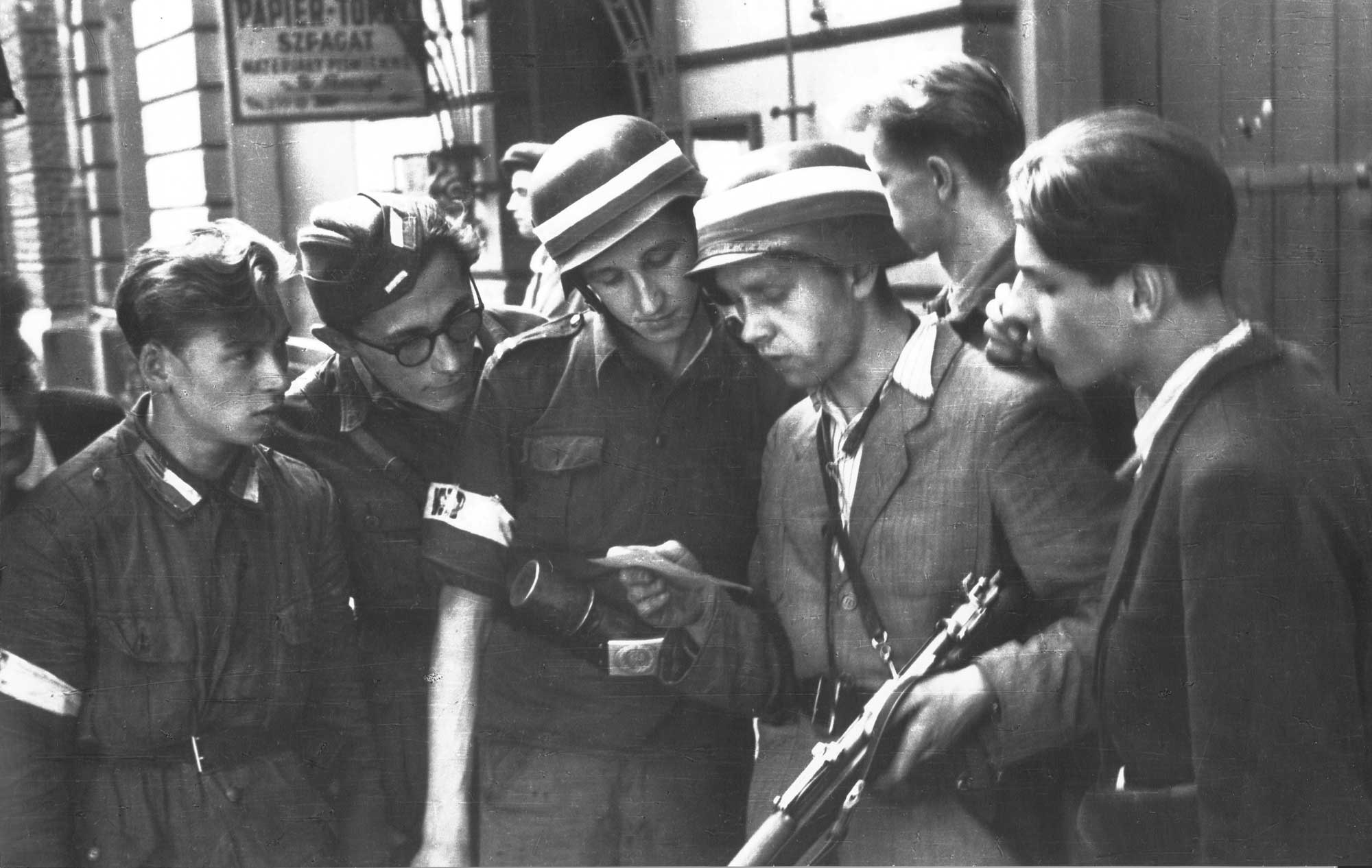
Soldados poloneses disfarçados como alemães com folhetos durante a Revólta de Varsóvia.
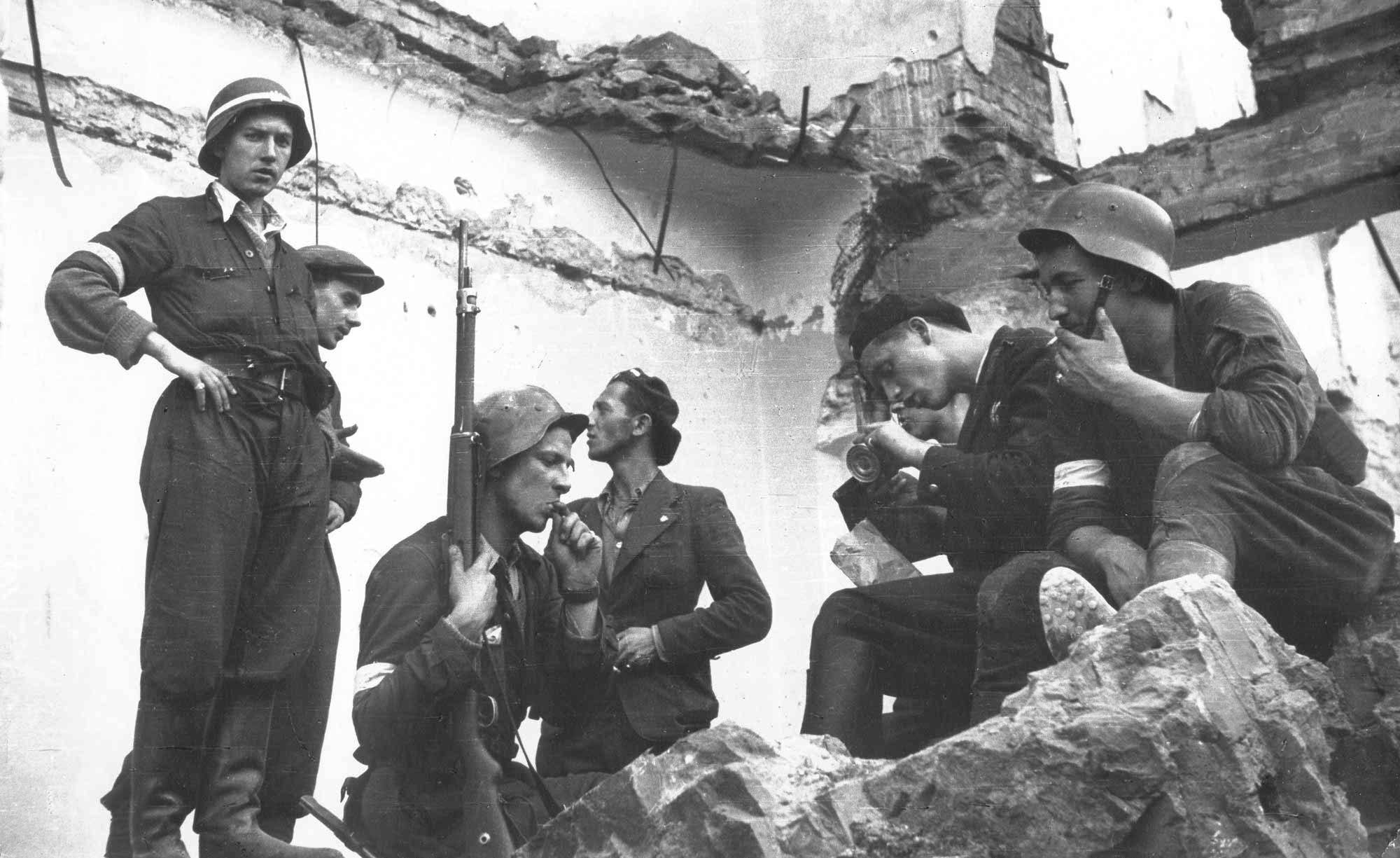
Momento de descanso após a batalha.
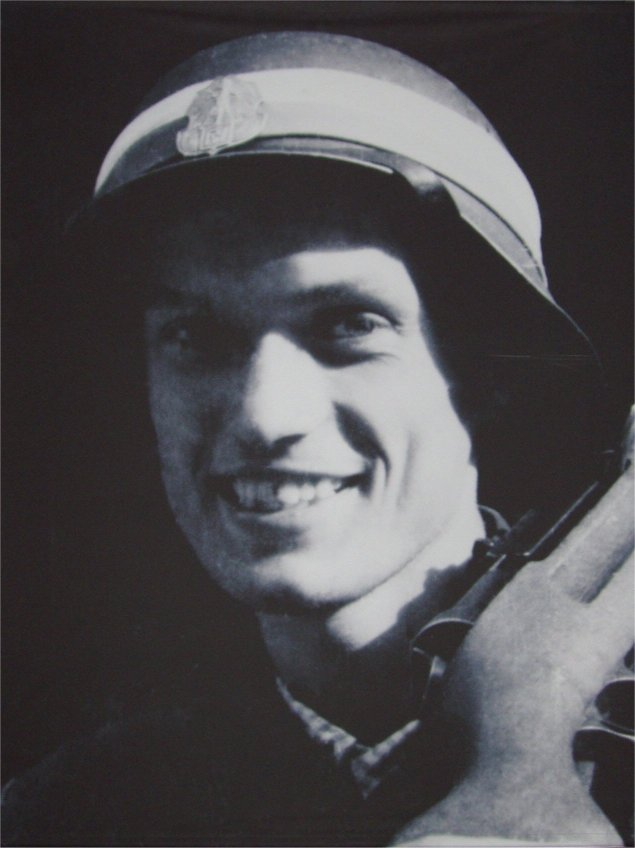
Retrato de Jerzy Tyczyński
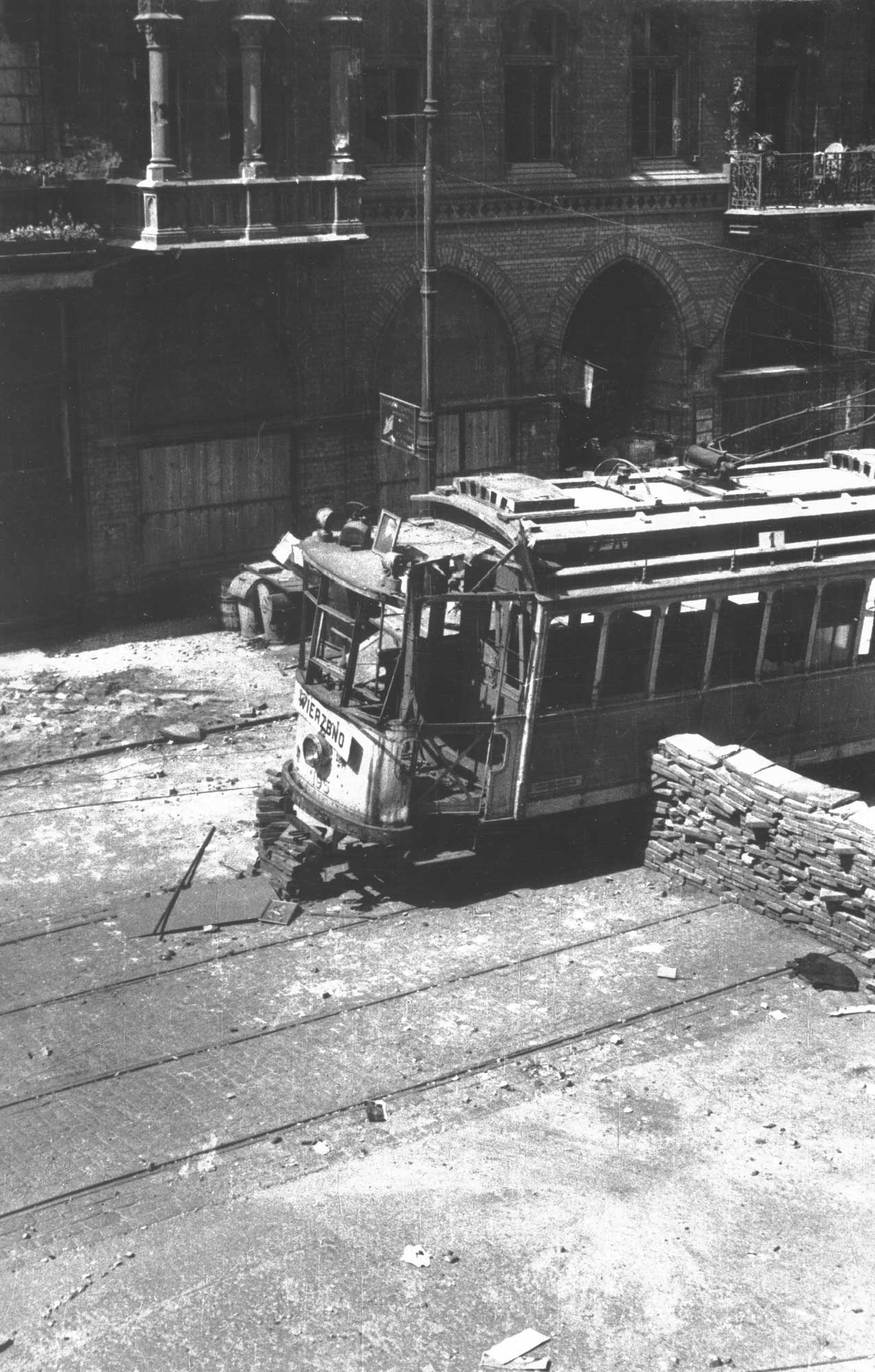
Rua Marszałkowska.
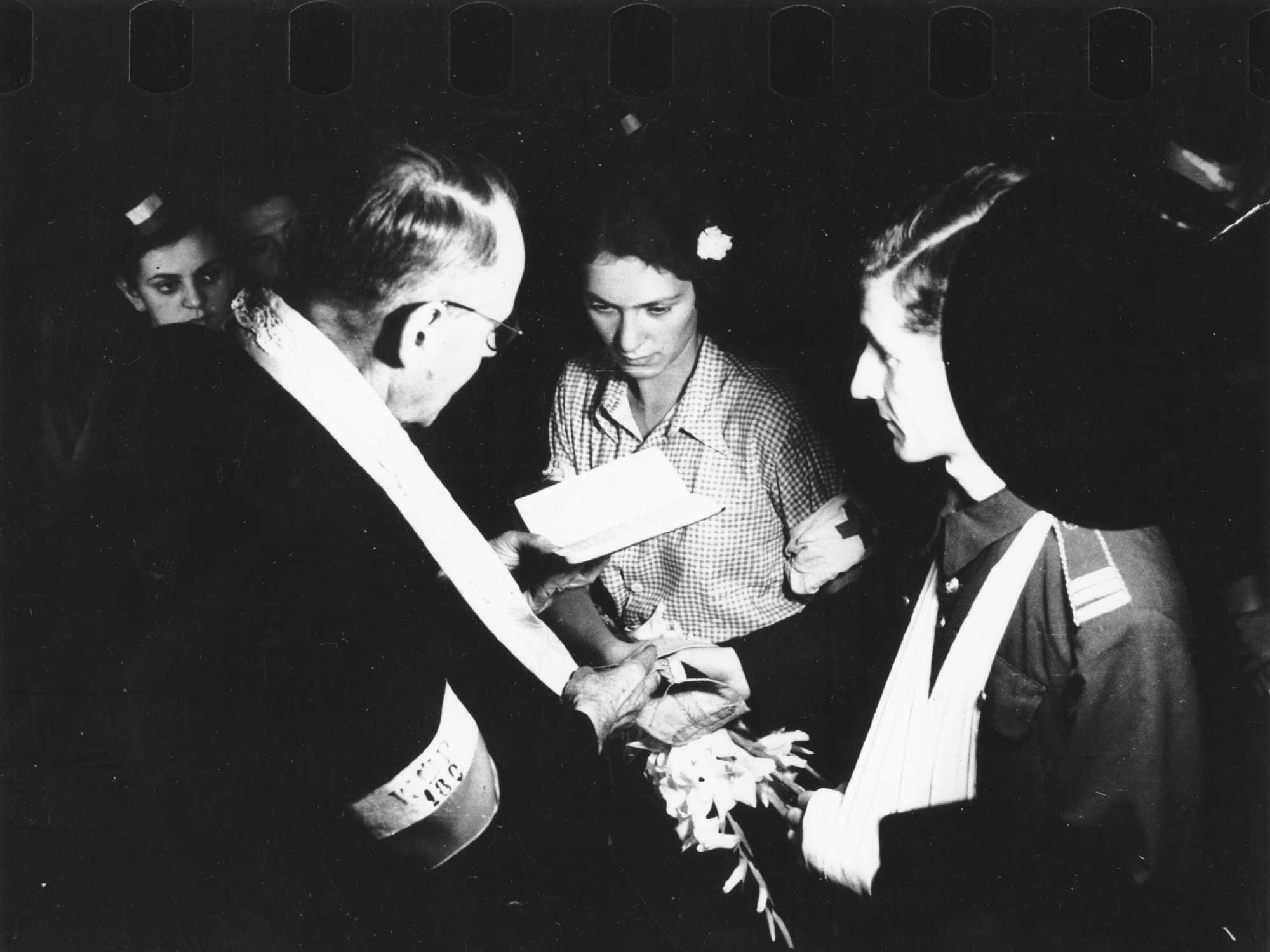
Um casamento às escondidas em 1944